# فائض قيمة العمل
فائض قيمة العمل هي فكرة يستخدمها كارل ماركس في حواره حول الاقتصاد السياسي. وهي تعبر عن العمل المنجز الزائد عن العمل الضروري لحاجة العامل.
تعتبر نظرية فائض قيمة العمل جوهر الاقتصاد السياسي الماركسي وقد توسع في شرحها في كتاب رأس المال المجلد الأول لتكون أحد أعمدة الاقتصاد السياسي الماركسي، حيث أنها بالمختصر تعتبر أن الربح بالتبادل التجاري مستحيل لكن يأتي الربح فقط من سلعة عمل العامل التي سماها فائض قيمة العمل والتي حسب ماركس هي ربح حقيقي.
يرى ماركس أن التبادل السلعي لا يدر أرباح فإذا قام الكاهن برفع سعر الكتب فسيقوم المزارع برفع سعر الخضار وعندما يدخل الذهب كمعادل لأسعار المواد فهذا لا ينفي عنه كونه سلعه فاذا كان كتاب الكاهن يعادل كيلوا خضار فرفع سعر الكتاب إلى سعر 2 كيلو خضار هو رفع لسعر الخضار لان المزارع سيقوم بدوره برفع سعر الخضار وعندما يصبح الذهب معادل فرفع سعر الكتاب إلى قطعة ذهبية فسيرفع المزارع سعر الخضار إلى قطعة ذهبية لكن قيام الذهب بدور المعادل لا ينفي عنه كونه سلعة ويرى ماركس أن السلعة الوحيدة التي تدر الربح هي فائض قيمة عمل العامل التي هي بدورها سلعة فحسب ماركس عند بناء معمل فان المواد التي تدخل في الصناعة لا تدر ربح لكن الربح يكون من فائض قيمة عمل العمال وهو الجزء التي لا يتم دفعه للعامل جراء قيمة عمله، فحسب نظرية فائض قيمة العمل فإن مقاول البناء لا يقوم بأي عمل إنتاجي لكنه يشتري جهد العامل من العمال ويبيعه لصاحب البناء ليكسب المال جراء التجارة بجهد العامل الذي يترك له فائض قيمة العمل، وكذلك في المعمل فربح المواد يغطي قيم الاهتلاك والاستهلاك لرأس المال المتحرك والثابت لكن الربح الحقيقي الذي يجنيه صاحب المعمل هو من فائض قيمة عمل العمال، ولهذا يرى الماركسيون أن التطور التقني لا يخدم العامل بل يجرده من عمله

## وصلات خارجية
- مقتطفات من كتاب رأس المال